# Городское поселение Мортка
Городское поселе́ние Мортка — муниципальное образование в Кондинском районе Ханты-Мансийского автономного округа Российской Федерации.
Административный центр — посёлок городского типа Мортка.

## История
Статус и границы городского поселения установлены Законом Ханты-Мансийского автономного округа - Югры от 25 ноября 2004 года № 63-оз «О статусе и границах муниципальных образований Ханты-Мансийского автономного округа - Югры»

## Население
| 2010  | 2012  | 2013  | 2014  | 2015  | 2016  | 2017  |
| ----- | ----- | ----- | ----- | ----- | ----- | ----- |
| 4845  | ↘4720 | ↘4612 | ↘4572 | ↘4504 | ↘4474 | ↘4410 |
| 2018  | 2019  | 2020  | 2021  |       |       |       |
| ↘4402 | ↘4373 | ↗4396 | ↘4152 |       |       |       |

## Состав городского поселения
| № | Населённый пункт | Тип населённого пункта      | Население |
| - | ---------------- | --------------------------- | --------- |
| 1 | Мортка           | пгт, административный центр | ↘3233     |
| 2 | Сотник           | деревня                     | 21        |
| 3 | Юмас             | деревня                     | 513       |
| 4 | Ямки             | село                        | ↘513      |